# Differenziazione cellulare
La differenziazione cellulare o differenziamento cellulare, in biologia, indica la maturazione di una cellula o di un tessuto da una forma primitiva o indifferenziata a una forma matura o differenziata, con funzioni specializzate, processo che le cellule di un organismo pluricellulare complesso subiscono per ripartirsi i compiti.
Il processo di differenziazione cellulare avviene già nello stato embrionale e i diversi tipi di tessuto che le cellule andranno a formare sono determinati dalle sostanze secrete dalle cellule stesse e dalla conseguente disattivazione di alcune zone del DNA.
Al 2022, non esiste un modello matematico unitario che sia capace di spiegare come l'embrione possa evolversi in circa 37mila miliardi di cellule organizzate in centinaia di migliaia di tipi.

## Negli animali
Vi sono quattro tipi principali di tessuti in cui le cellule animali si differenziano:
tessuto epiteliale, tessuto connettivo, tessuto muscolare e tessuto nervoso.

Secondo la classificazione stabilita da Giulio Bizzozero, le cellule si distinguono in tre tipi:
- labili, soggette cioè a continuo rinnovamento per replicazione costante (cheratinociti, cellule del midollo osseo e della mucosa digestiva);
- stabili, che normalmente non replicano ma possono farlo in caso di necessità, come le cellule del fegato o delle ossa in caso di frattura;
- perenni, che hanno perso la capacità di replicare una volta specializzate. Queste cellule si dicono terminalmente differenziate; esempi sono i neuroni cerebrali e le cellule muscolari striate.

## Significato biologico di differenziamento cellulare
Il differenziamento cellulare prevede la trascrizione da parte della cellula di determinati mRNA necessari per la sintesi proteica di proteine strutturali.
A seconda del tipo di tessuto che le cellule andranno a formare, vengono sintetizzate differenti proteine strutturali peculiari di quel tessuto.
Il differenziamento può anche essere definito come proporzionale alla perdita di capacità proliferativa da parte di una cellula. La cellula indifferenziata, che viene comunemente definita cellula staminale, può potenzialmente proliferare all'infinito generando altre cellule indifferenziate. Nel momento in cui la cellula inizia invece il differenziamento, cioè nel momento in cui la cellula rientra nel ciclo cellulare, passando da una fase G0 a una fase G1, inizia un processo irreversibile che porterà inevitabilmente la cellula alla morte dopo un certo numero di divisioni tramite il processo della mitosi.
È tuttavia dimostrato che alcune cellule differenziate sono in grado di perdere il loro fenotipo differenziato tornando a uno stato indifferenziato tramite un processo detto di dedifferenziamento cellulare.